# Parce (chanson)
Pour les articles homonymes, voir Parce.
Singles de Maluma
Hawái
(2020) Pa' Ti + Lonely (en)
(2020)
Clip vidéo
[vidéo] « Parce », sur YouTube
Parce est une chanson du chanteur colombien Maluma, en featuring avec Lenny Tavárez et Justin Quiles. Elle est parue sur son cinquième album Papi Juancho. Elle est sortie le 21 août 2020 sous le label Sony Music Latin en tant que troisième single de l'album,.

## Clip vidéo
Le clip vidéo de Parce, réalisé par Rodrigo Rodríguez, est sorti le même jour que le single.

## Classements et certifications

### Classements hebdomadaires
| Classement (2020)                | Meilleure position |
| -------------------------------- | ------------------ |
| Argentine (Hot 100)              | 11                 |
| Colombie (National-Report)       | 45                 |
| Costa Rica (Fonotica)            | 12                 |
| Espagne (Promusicae)             | 49                 |
| États-Unis (Latin Digital Songs) | 11                 |
| France (SNEP Ventes)             | 136                |
| Global 200 (Billboard)           | 49                 |
| Mexique (AMPROFON)               | 6                  |

### Certifications
| Pays | Certification | Ventes  |
| --- | ------------- | ------- |
| Espagne (Promusicae)                                                                                             | Or            | 60 000‡ |
| Mexique (AMPROFON)                                                                                               | Platine       | 20 000‡ |
| ^Mise en rayon selon la certification xNon précisé par la certification ‡ventes/streaming selon la certification |               |         |

## Historique de sortie
| Pays   | Date         | Format          | Label(s)         | Réf. |
| ------ | ------------ | --------------- | ---------------- | ---- |
| Divers | 21 août 2020 | Diffusion radio | Sony Music Latin | ,    |